# Karl Kleikamp
Karl Ferdinand Kleikamp (* 28. August 1894 in Fiddichow an der Oder, Landkreis Greifenhagen; † 11. Juni 1952 in Berlin) war ein deutscher Politiker (SPD).
Karl Kleikamp war ein Sohn des Arztes Karl Kleikamp und seiner Ehefrau Anna, geb. Kletzin. Er legte 1912 das Abitur in Belgard an der Persante ab und schlug anschließend – wie auch sein jüngerer Bruder Gustav Kleikamp – die Offizierslaufbahn in der Preußischen Armee ein. Im Ersten Weltkrieg wurde er 1915 verwundet und geriet am Ende des Krieges in russische Kriegsgefangenschaft. Kleikamp schied als Hauptmann aus der Armee aus und studierte an den Universitäten Berlin und Greifswald Rechts- und Staatswissenschaften. 1925 heiratete er die spätere Politikerin Katherine Kleikamp (1897–1988). 1928 trat er der SPD und 1931 dem Reichsbanner Schwarz-Rot-Gold bei. Nach dem Zweiten juristischen Staatsexamen 1929 arbeitete er im Preußischen Innenministerium.
Im Zuge der „Machtergreifung“ der Nationalsozialisten wurde Kleikamp zunächst versetzt und 1934 unter Berufung auf das „Gesetz zur Wiederherstellung des Berufsbeamtentums“ in den Ruhestand geschickt. 1939 wurde er juristischer Sachbearbeiter bei der Firma C. Lorenz in Berlin-Tempelhof und 1942 zur Rohstoffe-Wirtschaftsstelle dienstverpflichtet.
Nach dem Zweiten Weltkrieg wurde Kleikamp bereits im Mai 1945 Richter beim Amtsgericht Tiergarten. Er veröffentlichte neben Erich Gniffke, Otto Grotewohl, Gustav Dahrendorf und anderen einen Monat später am 15. Juni den Gründungsaufruf des „Zentralausschusses der SPD“ im sowjetisch besetzten Teil Deutschlands. Ab August des Jahres war Kleikamp Vizepräsident der Deutschen Zentralverwaltung der Justiz in der Sowjetischen Besatzungszone. 1947 wurde er zum Bezirksrat für Finanzen und stellvertretenden Bezirksbürgermeister im (West-Berliner) Bezirk Tiergarten gewählt.
Kleikamp wurde im Zuge der Gründung der Freien Universität Berlin im Juli 1948 beauftragt, eine neue rechts- und staatswissenschaftliche Fakultät zu organisieren („Kleikamp-Ausschuss“). Er konnte namhafte Juristen dafür gewinnen, zum Beispiel Siegfried Loewenthal, Gerhard Nehlert (1912–1990), Johannes Eylau, Ernst Knoll (1889–1965) und Ernst Strassmann.
Bei der Berliner Wahl 1950 wurde Kleikamp in das Abgeordnetenhaus von Berlin gewählt, doch wegen zunehmender gesundheitlicher Probleme schied er im März 1952 aus. Das Amt als Bezirksstadtrat hat er bis zu seinem Tod ausgeübt.
Die Trauerrede hielt der Vorsitzende der SPD Berlin Franz Neumann.